# Ulrich Gansert
Ulrich Gansert (* 19. November 1942 in Breslau) ist ein österreichischer Maler und Objektkünstler.

## Leben
Gansert wurde in Breslau geboren und wuchs in Treuenbrietzen auf. Von 1967 bis 1969 studierte er an den Kölner Werkschulen, anschließend bis 1972 an der Akademie der bildenden Künste Wien bei Rudolf Hausner. Er war 1971 mit Gottfried Helnwein, mit dem er in Wien bei Hausner studierte, Gründungsmitglied der Künstlergruppe Zoetus.  1973 schloss er sich der Künstlergruppe Der Kreis an. 1973/1974 hatte er einen Lehrauftrag als Gastdozent an der Gesamthochschule Kassel, übernahm  1974 einen Lehrauftrag an der Akademie der bildenden Künste Wien und war dort von 1988 bis 2004 Assistenzprofessor.

## Künstlerisches Werk
Das Werk Ulrich Ganserts erstreckt sich von der Malerei – sein ursprüngliches künstlerisches Ausdrucksmittel – über die Fotografie bis zu Skulpturen und Objekt-Installationen. So findet sich eines seiner Objekte im Öffentlichen Raum in Scheiblingkirchen-Thernberg (Niederösterreich). Sein Porträt des Rechtswissenschaftlers und österreichischen Verfassungsjuristen Hans Kelsen wurde 1997 im Sitzungsraum des Verfassungsunterausschusses des Österreichischen Parlaments ausgestellt. Inzwischen befindet es sich im Plenarsaal des  Nationalrats.

## Einzelausstellungen (Auswahl)
- 1976 Galerie Spectrum, Wien
- 1981 Galerie Mineta Move Art, Brüssel
- 1993 Zürich-Kosmos-Galerie, Wien.
- 1994 Oberösterreichische Landesausstellung, Engelhartszell
- 1996 „Über Natur“, Bezirksmuseum Josefstadt, Wien
- 2005 St. Peter an der Sperr, Wiener Neustadt

## Veröffentlichungen
- Realismus oder Design. Verlag Peter Lang, Internationaler Verlag der Wissenschaften, Frankfurt am Main 2000, ISBN 3-631-32386-7.
- Kriegsruinen in Jugoslawien. Branko Andric (Text) – Ulrich Gansert (Photographien) Journal einer Reise nach Novi Sad und Belgrad im Jahr 2002 mit einem Text aus dem Roman "Das Buch Blam" von Aleksandar Tisma. Hämmerle Verlag, Hohenems 2004, ISBN 3-902249-48-X.

- Erinnerungen an Treuenbrietzen. (= Bibliotheca Aurea. Band 2). Verlag Peter Lang, Frankfurt am Main 2003, ISBN 3-631-51391-7.
- Wien:Ort Zeit:Blick. Texte von Walter Seitter – Der Bau der Stadt, Johann Dvorák – Der Raum der Stadt, Charles Baudelaire – Der Schwan. Facultas, Wien 2002, ISBN 3-85308-078-2.
- mit Roland Haas: Translokationen Spiegelungen. Hämmerle Verlag, Hohenems 2003, ISBN 3-902249-28-5.
- Erlebnis Czernowitz, auf den Spuren Paul Celans. mit Texten von Ewald Sacher und Helmuth A. Niederle. Publikation des NÖ Kunstforums und des Penclub Österreich im Löcker Verlag, Wien 2016, ISBN 978-3-85409-810-2.
- Erlebnis Ukraine, Auf den Spuren von Joseph Conrad, Bruno Schulz und Joseph Roth. mit einem Text von Helmuth A. Niederle. Publikation des Penclub Österreich, im Löcker Verlag, Wien 2019, ISBN 978-3-85409-952-9.
- Leidenschaft Kunst, Ateliers von Künstlerinnen und Künstlern in Österreich. mit Texten von Helmuth A. Niederle und Gerhard Habartet. Publikation des Penclub Österreich, im Löcker Verlag, Wien 2021, ISBN 978-3-99098-023-1.